# Deputati della XX legislatura del Regno d'Italia
Questo elenco riporta i nomi dei deputati della XX legislatura del Regno d'Italia.

## A
- Achille Afan de Rivera
- Antonio Aggio
- Gregorio Agnini
- Francesco Aguglia
- Pietro Albertoni
- Giulio Alessio
- Gennaro Aliberti
- Francesco Ambrosoli
- Olindo Amore
- Antonio Angiolini
- Ottavio Anzani
- Pietro Aprile Nicastro Hernandez Gravina
- Giorgio Arcoleo
- Enrico Arlotta
- Bernardo Arnaboldi Gazzaniga
- Salvatore Avellone

## B
- Alfredo Baccelli
- Guido Baccelli
- Gaetano Bacci
- Nicola Badaloni
- Nicola Balenzano
- Pietro Baragiola
- Felice Barnabei
- Alberto Barracco
- Salvatore Barzilai
- Gian Lorenzo Basetti
- Giovacchino Bastogi
- Cesare Batacchi
- Cavour Beduschi
- Celestino Bellia
- Agostino Berenini
- Giuseppe Berio
- Cesare Bernini
- Pietro Bertarelli
- Alfredo Bertesi
- Michele Bertetti
- Antonio Bertoldi
- Pietro Bertolini
- Tomaso Bertollo
- Giovanni Bettolo
- Giuseppe Biancheri
- Emilio Bianchi
- Leonardo Bianchi
- Cherubino Binelli
- Roberto Biscaretti di Ruffia
- Leonida Bissolati Bergamaschi
- Emilio Bocchialini
- Raffaele Bombrini
- Teodorico Bonacci
- Giuseppe Bonacossa
- Pietro Bonanno
- Massimo Bonardi
- Michele Bonavoglia
- Clodomiro Bonfigli
- Lelio Bonin Longare
- Cesare Bonvicino
- Camillo Borghese del Vivaro
- Giuseppe Borsani
- Luigi Borsarelli di Rifreddo
- Giovanni Battista Bosdari
- Paolo Boselli
- Giovanni Bovio
- Giuseppe Bracci Testasecca
- Ascanio Branca
- Napoleone Brenciaglia
- Benedetto Brin
- Eugenio Brunetti
- Gaetano Brunetti
- Attilio Brunialti
- Adolfo Brunicardi
- Francesco Budassi

## C
- Onorato Caetani di Sermoneta
- Francesco Caffarelli
- Guido Cagnola
- Giacomo Calabria
- Pasquale Calderoni Martini
- Clemente Caldesi
- Teobaldo Calissano
- Luigi Callaini
- Enrico Calleri
- Giacomo Calleri
- Stefano Calpini
- Ferdinando Calvanese
- Gaetano Calvi
- Biagio Camagna
- Tommaso Cambray Digny
- Giovanni Camera
- Emilio Campi
- Antonio Campus Serra
- Apelle Cantalamessa
- Antonio Cao Pinna
- Luigi Capaldo
- Antonio Capoduro
- Michele Capozzi
- Vincenzo Cappelleri
- Raffaele Cappelli
- Paolo Carcano
- Pietro Carmine
- Attilio Carotti
- Luigi Carpaneda
- Aniello Alberto Casale
- Alessandro Casalini
- Severino Casana
- Paolo Casciani
- Carlo Castelbarco Albani
- Baldassarre Castiglioni
- Alberto Castoldi
- Carlo Cavagnari
- Luigi Cavalli
- Felice Cavallotti
- Angelo Celli
- Antonio Celotti
- Giovanni Battista Cereseto
- Lodovico Ceriana Mayneri
- Giuseppe Cerulli Irelli
- Alfredo Chiappero
- Felice Chiapusso
- Emidio Chiaradia
- Michele Chiesa
- Gustavo Chiesi
- Bruno Chimirri
- Luigi Chinaglia
- Giuseppe Chindamo
- Michele Ciaceri
- Ernesto Cianciolo
- Ettore Ciccotti
- Camillo Cimati
- Edoardo Cimorelli
- Vittorio Cipelli
- Amilcare Cipriani
- Benedetto Cirmeni
- Antonio Civelli
- Pasquale Clemente
- Paolo Clementini
- Francesco Cocco Ortu
- Federico Cocuzza
- Alfredo Codacci Pisanelli
- Girolamo Coffari
- Napoleone Colajanni
- Raffaello Colarusso
- Antonio Coletti
- Marco Collacchioni
- Girolamo Colombo Quattrofrati
- Giuseppe Colombo
- Luciano Colonna
- Prospero Colonna
- Gaspare Colosimo
- Gennaro Compagna
- Carlo Compans de Brichanteau
- Luigi Contarini
- Emilio Conte
- Emilio Conti
- Michele Coppino
- Giuseppe Cornalba
- Enrico Corrado
- Raffaele Corsi
- Giacomo Cortese
- Rolando Costa Zenoglio
- Alessandro Costa
- Andrea Costa
- Settimio Costantini
- Vittorio Cottafavi
- Luigi Credaro
- Secondo Cremonesi
- Silvio Crespi
- Francesco Crispi
- Giovanni Curioni
- Giuseppe Cuzzi

## D
- Nicola d'Alife Gaetani
- Giuseppe D'Andrea
- Gabriele D'Annunzio
- Pietro D'Ayala Valva
- Carlo d'Ippolito
- Luchino Dal Verme
- Edoardo Daneo
- Gian Carlo Daneo
- Gualtiero Danieli
- Edmondo De Amicis
- Mansueto De Amicis
- Luigi De Andreis
- Carlo Vittorio Fernando De Asarta
- Vito De Bellis
- Vincenzo De Bernardis
- Pietro De Caro
- Raffaele de Cesare
- Malachia De Cristoforis
- Vincenzo De Donno
- Giuseppe de Felice Giuffrida
- Michele De Gaglia
- Pietro De Giorgio
- Paolo Anania De Luca
- Errico De Marinis
- Giacomo De Martino
- Domenico De Michele Ferrantelli
- Oronzio De Mita
- Giuseppe De Nava
- Vito Nicolò De Nicolò
- Prospero De Nobili Di Vezzano
- Fedele De Novellis
- Vincenzo De Prisco
- Michele De Renzis
- Giuseppe De Riseis
- Luigi De Riseis
- Ottavio De Salvio
- Carlo del Balzo
- Girolamo Del Balzo
- Pilade Del Buono
- Giovanni Della Rocca
- Luigi Dentice di Frasso
- Emanuele Di Bagnasco Coardi
- Giovanni Di Belgioioso (Quarto)
- Ernesto Di Broglio
- Francesco Di Cammarada Moncada Starrabba
- Giovanni Battista Di Lorenzo
- Alessandro Di Rovasenda
- Antonio Di Rudinì (Starrabba)
- Carlo Di Rudinì (Starrabba)
- Gennaro Di San Donato (Sambiase San Severino)
- Antonino Paternò Castello di San Giuliano
- Ugo di Sant'Onofrio del Castillo
- Giuseppe Di Sirignano (Caravita)
- Giuseppe Di Terranova (Pignatelli)
- Luigi Diligenti
- Edoardo Donadio
- Carlo Donati
- Cesare Donnaperna
- Ugo Dozzio

## E
- Adolfo Engel

## F
- Carlo Fabri
- Giovanni Facheris
- Luigi Facta
- Nicola Falconi
- Paolo Falletti Di Villafalletto
- Cesare Fani
- Emilio Farina
- Nicola Farina
- Francesco Farinet
- Giuseppe Fasce
- Francesco Fazi
- Francesco Fede
- Maggiorino Ferraris
- Napoleone Ferraris
- Cesare Ferrero di Cambiano
- Enrico Ferri
- Ignazio Filì Astolfone
- Giovanni Finardi
- Camillo Finocchiaro Aprile
- Filippo Florena
- Alessandro Fortis
- Giustino Fortunato
- Domenico Fracassi di Torre Rossano
- Leopoldo Franchetti
- Giacinto Frascara
- Giuseppe Frascara
- Antonio Fratti
- Gustavo Freschi
- Secondo Frola
- Lodovico Fulci
- Nicolò Fulci
- Guido Fusinato

## G
- Bassano Gabba
- Antonio Gaetani Di Laurenzana
- Luigi Gaetani Di Laurenzana
- Domenico Gagliardi
- Tancredi Galimberti
- Arturo Galletti di Cadilhac
- Carlo Gallini
- Nicolò Gallo
- Filippo Garavetti
- Menotti Garibaldi
- Girolamo Gatti
- Federico Gattorno
- Lodovico Gavazzi
- Gustavo Gavotti
- Eutimio Ghigi
- Alberto Ghillini
- Vittorio Giaccone
- Giuseppe Giacomini
- Emilio Giampietro
- Bartolomeo Gianolio
- Emanuele Gianturco
- Giovanni Giolitti
- Giuseppe Giordano Apostoli
- Edoardo Giovanelli
- Francesco Girardi
- Giuseppe Girardini
- Gaetano Giuliani
- Leopoldo Giunti
- Girolamo Giusso
- Luigi Goja
- Carlo Gorio
- Michele Grassi Pasini
- Emanuele Greppi
- Pasquale Grippo
- Federigo Grossi
- Cornelio Guerci
- Francesco Guicciardini

## I
- Matteo Renato Imbriani Poerio
- Cesare Imperiale di Sant'Angelo

## L
- Pietro Lacava
- Primo Lagasi
- Ignazio Lampiasi
- Pietro Lanza di Scalea
- Pietro Lanza di Trabia
- Edoardo Lanzavecchia
- Giuseppe Laudisi
- Stefano Carlo Lausetti
- Giuseppe Lazzaro
- Giuseppe Leone
- Raffaele Leonetti
- Francesco Lo Re
- Carlo Lochis
- Vincenzo Edoardo Lojodice
- Augusto Lorenzini
- Francesco Lovito
- Piero Lucca
- Luigi Lucchini
- Annibale Lucernari
- Odoardo Luchini
- Alfonso Lucifero
- Cesare Lugli
- Pietro Luporini
- Luigi Luzzatti
- Attilio Luzzatto
- Riccardo Luzzatto

## M
- Ferruccio Macola
- Edoardo Magliani
- Angelo Majorana Calatabiano
- Giuseppe Majorana Calatabiano
- Camillo Mancini
- Gennaro Manna
- Roberto Marassi
- Fortunato Marazzi
- Giuseppe Marcora
- Luigi Marescalchi Gravina
- Alfonso Marescalchi
- Giovanni Marinelli
- Ruggero Mariotti
- Ignazio Marsengo-Bastia
- Ferdinando Martini
- Giuseppe Mascia
- Filippo Masci
- Fausto Massimini
- Francesco Paolo Materi
- Francesco Matteucci
- Ruggiero Maurigi di Castel Maurigi
- Tommaso Mauro
- Eugenio Maury di Morancez
- Pilade Mazza
- Michele Mazzella
- Matteo Mazziotti
- Francesco Meardi
- Francesco Medici
- Elio Melli
- Paolo Menafoglio
- Carlo Menotti
- Luigi Merello
- Giovanni Mestica
- Guido Mezzacapo
- Camillo Mezzanotte
- Alfredo Micheli
- Cino Michelozzi
- Marco Miniscalchi Erizzo
- Roberto Mirabelli
- Pietro Mirto Seggio
- Stanislao Mocenni
- Ernesto Modigliani
- Pompeo Gherardo Molmenti
- Stanislao Monti Guarnieri
- Luigi Morandi
- Gian Giacomo Morando (Dè Rizzoni Bolognini)
- Gismondo Morelli Gualtierotti
- Enrico Morelli
- Alberto Morese
- Oddino Morgari
- Elio Morpurgo
- Pasquale Murmura
- Giuseppe Mussi

## N
- Nunzio Nasi
- Ippolito Niccolini
- Pietro Nocito
- Quirino Nofri

## O
- Domenico Oliva
- Vittorio Emanuele Orlando
- Francesco Orsini Baroni
- Edoardo Ottavi

## P
- Roberto Paganini
- Francesco Pais Serra
- Giacomo Pala
- Romualdo Palberti
- Raffaele Palizzolo
- Giuseppe Palumbo
- Carlo Italo Panattoni
- Pietro Pansini
- Maffeo Pantaleoni
- Edoardo Pantano
- Enrico Panzacchi
- Angelo Papadopoli
- Ulisse Papa
- Alessandro Pascolato
- Giuseppe Pasolini Zanelli
- Tito Pasqui
- Alceo Pastore
- Angelo Pavia
- Giuseppe Pavoncelli
- Guglielmo Penna
- Oreste Pennati
- Onofrio Perrotta Fiamingo
- Giuseppe Pescetti
- Silvestro Picardi
- Vincenzo Piccolo Cupani
- Emilio Pinchia
- Enrico Pini
- Giuseppe Pinna
- Piero Piola Daverio
- Felice Piovene
- Vincenzo Pipitone
- Carlo Antonio Pivano
- Edoardo Pizzorni
- Pasquale Placido
- Luigi Podestà
- Giuseppe Poggi
- Giovanni Poli
- Guido Pompilj
- Domenico Pozzi
- Marco Pozzo
- Camillo Prampolini
- Giulio Prinetti di Merate
- Giuseppe Alberto Pugliese
- Leopoldo Pullè

## Q
- Angelo Quintieri

## R
- Domenico Raccuini
- Giovanni Battista Radaelli
- Ercole Radice
- Edilio Raggio
- Roberto Rampoldi
- Carlo Randaccio
- Giulio Rasponi
- Gaetano Ravagli
- Giuseppe Reale
- Vincenzo Riccio
- Paolo Ricci
- Carlo Ridolfi
- Antonio Rinaldi
- Carlo Rizzetti
- Valentino Rizzo
- Fermo Rocca
- Marco Rocco
- Vincenzo Rogna
- Leone Romanin Jacur
- Adelelmo Romano
- Scipione Ronchetti
- Dino Rondani
- Pietro Rosano
- Francesco Roselli
- Roberto Rospigliosi
- Enrico Rossi di Montelera
- Teofilo Rossi di Montelera
- Giuseppe Rossi Milano
- Attilio Rota
- Giulio Rubini
- Ferdinando Ruffo
- Guglielmo Ruffoni
- Ernesto Ruggieri Buzzaglia

## S
- Ettore Sacchi
- Giuseppe Sacconi
- Antonio Salandra
- Maurizio Salvo
- Carlo San Severino
- Giacomo Sanfilippo
- Severino Sani
- Felice Santini
- Vincenzo Saporito
- Rocco Scaglione
- Enrico Scalini
- Augusto Scaramella Manetti
- Gaetano Schiratti
- Domenico Sciacca Della Scala
- Andrea Scotti
- Corradino Sella
- Riccardo Selvatico
- Gaetano Semeraro
- Tommaso Senise
- Ottavio Serena
- Giovanni Battista Serralunga
- Umberto Serristori Tozzoni
- Giovanni Severi
- Adelmo Sichel
- Cesare Sili
- Giulio Silvestri
- Luigi Simeoni
- Paolo Emilio Sineo
- Tito Sinibaldi
- Ettore Socci
- Andrea Sola Cabiati
- Nabor Soliani
- Giovanni Maria Solinas Apostoli
- Sidney Costantino Sonnino
- Pietro Sormani
- Enrico Soulier
- Nicola Spada
- Beniamino Spirito
- Francesco Spirito
- Baldassarre Squitti
- Enrico Stelluti Scala
- Gianforte Suardi
- Alessio Suardo

## T
- Roberto Talamo
- Giuseppe Tarantini
- Paolo Taroni
- Giuseppe Tasca Lanza
- Camillo Tassi
- Sebastiano Tecchio
- Ignazio Testasecca
- Tommaso Testa
- Lorenzo Tiepolo
- Domenico Tinozzi
- Guido Tizzoni
- Antonio Giovanni Toaldi
- Guido Torlonia
- Leopoldo Torlonia
- Rinaldo Tornielli di Borgo Lavezzaro
- Michele Torraca
- Filippo Torrigiani Guadagni
- Gian Tommaso Tozzi
- Ernesto Travelli
- Francesco Trinchera
- Francesco Tripepi
- Pietro Paolo Trompeo
- Filippo Turati
- Giorgio Turbiglio
- Mauro Turrisi

## U
- Errico Ungaro

## V
- Francesco Paolo Vaccaro
- Paolo Vagliasindi Del Castello
- Domenico Valeri
- Angelo Valle
- Gregorio Valle
- Eugenio Valli
- Gino Vendemini
- Francesco Vendramini
- Gabriele Veneziale
- Camillo Ventura Di Carovigno
- Silvio Venturi
- Giuseppe Veronese
- Achille Vetroni
- Francesco Alessandro Vianello
- Augusto Vienna
- Tommaso Villa
- Nicola Vischi
- Tommaso Vitale
- Roberto Vollaro De Lieto

## W
- Giuseppe Weil Weiss
- Leone Wollemborg

## Z
- Egisto Zabeo
- Giuseppe Zanardelli
- Luigi Zappi Ceroni
- Domenico Zeppa